# 자루비노 (프리모르스키 지방)
자루비노(러시아어: Зару́бино,영어: Zarubino)은 러시아 연해주의 도시이다. 하산스키 군 포시예트 만의 항구 도시이다. 블라디보스토크에서 220 km 떨어진 거리에 있으며, 해로로 105 km 떨어져 있다.
1928년 10월 18일에 조성이 되었으며, 속초를 오고가는 페리 편이 있다. 인구는 2002년을 기준으로 3,522명이며 1989년 5,206명보다 줄어 들었다.

## 역사
1928년 10월 18일 개항하였으며, 엔지니어 이반 이바노비차 자루비나의 이름을 따서 자루비노로 명명하였다. 도시 타입의 정착촌은 1940년 대에 만들어졌다.

## 경제
자루비노의 경제는 생선공장과 철도, 항구로 유통되며, 이곳을 통해 한국의 속초와 정기 여객선이 운행되고 있고, 일본과의 취항도 계획 중이다.

## 교통
속초시와 백두산 항로 개발을 위해 2002년 블라디보스토크 항만청과 협정을 맺었으며 2003년에는 백두산 항로 활성화를 위해 교류회를 가졌다. 현재, 동춘항운의 페리가 자루비노를 운항하며, 속초에서 자루비노까지는 출항에서 입항까지 585km의 거리에 총 17시간이 걸리고, 역으로 자루비노에서 속초까지는 총 16시간이 걸린다. 하절기인 6월 22일에서 9월 3일까지는 매주 3회(화, 목, 일) 출항하며, 동절기인 9월에서 5월까지는 매주 2회(월, 목) 운행을 한다.
여름에는 속초와 자루비노, 훈춘이 모두 2시간, 겨울에는 훈춘이 2시간, 자루비노가 1시간의 시차가 난다.

### 항로 / 육로
- 속초 → 자루비노: 585 km / 17시간
- 자루비노 → 훈춘: 63 km / 3시간
- 자루비노 → 블라디보스토크: 104 km / 5시간
- 훈춘 → 연길: 116 km / 2시간
- 연길 → 백두산: 180 km / 3시간

## 같이 보기
- 속초
- 블라디보스토크
- 훈춘